# Крижаний туман

Крижаний туман у Сент-Ендрюс (Манітоба), 2014 рік

Крижаний туман — туман, що складається із крижаних кристалів. Спостерігається при сильних морозах і при високій вологості повітря. У ясну погоду розпізнається за блискотінням кристалів. У такому тумані можливі явища гало. Горизонтальна видимість при ньому менше 1 км.
Найчастіше утворюється у полярних широтах Землі. Кристалики туману при слабкому вітрі можуть зіштовхуватися і тихенько дзвеніти. Ці звуки полярні льотчики називають «шепотом зір».
Крижаний туман, видимість у якому невелика, може становити небезпеку для авіації.